# Diplotaxis confusa
Diplotaxis confusa är en skalbaggsart som beskrevs av Henry Clinton Fall 1909. Diplotaxis confusa ingår i släktet Diplotaxis och familjen Melolonthidae. Inga underarter finns listade i Catalogue of Life.